# Caféiculture au Salvador

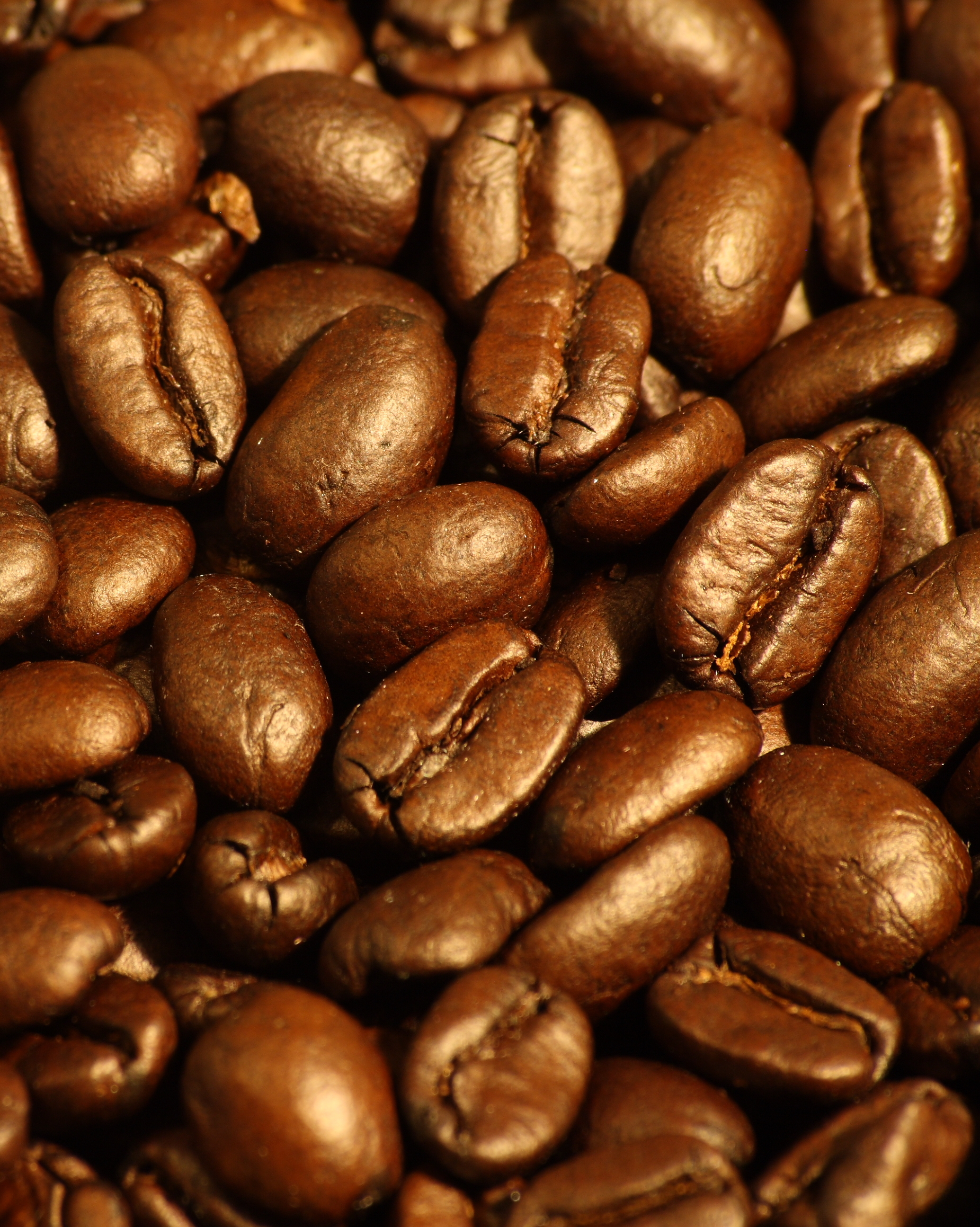
Une pile de grains de café : Trader Joe's Organic Five Country Espresso Blend, une torréfaction foncée faite de café du Salvador, du Guatemala, du Mexique, du Pérou et de Sumatra.

La production de café au Salvador représente en 2016 environ 1,2 % de la production mondiale de café, ce qui fait 15e plus grand producteur du monde derrière le Costa Rica.
La caféiculture a joué un rôle important dans la croissance de ce pays de volcans, où les pentes et même les cratères éteints portent des cultures: les surfaces cultivées couvrent 77 % du territoire national.

## Histoire
L'histoire de la caféiculture au Salvador commence après la période coloniale. Historiquement, la culture du café s'est développée, dans la région dans les années 1860. À partir de 1879, dans le cadre de la réforme agraire, le gouvernement entame les expropriations qui atteignent leur apogée à la suite des lois de 1881-1882.
L'élection en 1895 comme président du Salvador du général Tomás Regalado l'amène à amasser environ 6 000 hectares de plantations de café pour lui et sa famille, réparties entre les terres de six différentes provinces caféières du pays. À la fin du mandat de Thomas Regalado d'autres « barons du café » salvadoriens vont assumer successivement la même fonction présidentielle, pendant près de trois décennies. Eux aussi mettront en place des mesures pour renforcer la domination du café sur l'économie du pays tout en bâtissant d'importantes fortunes agricoles.
Au milieu des années 1920, le Salvador est devenu le septième producteur mondial de café, profitant de la fermeté des cours mondiaux. Sur cette décennie et la suivante, les exportations de café représenteront à elles seules environ 90 % du total des exportations du pays. Le Salvador produit alors 50 % de café de plus que son voisin guatemalèque, et le fait sur une superficie cinq fois plus modeste, mais il s'appuie alors sur une caféiculture mécanisée et irriguée, recourant aux engrais et pesticides, mais aussi des constructions ferroviaires et la modernisation des ports et des routes.
Une « république caféière » s'installe, favorisant les intérêts des propriétaires terriens et de l'oligarchie des « 14 familles », une famille dominant chacun des départements de ce petit pays. Des Allemands se sont installés en nombre au début du XXe siècle.
Au Mexique, la migration d'Allemands s'est effectuée un peu plus tard, au tournant des XIXe et XXe siècles, également pour se lancer dans la production du café, dans le sud du Chiapas et sur la côte pacifique. Elle fut nettement moins importante, en raison de l'instabilité politique qui découragea les migrants, qui se réfugièrent aux États-Unis. Au Nicaragua, les Allemands se sont installés à Matagalpa, Estelí et Jinotega où subsistent de nombreux Nicaraguayens d'origine allemande.
Le Salvador a fait un très gros effort d'équipement hydro-électrique : sa capacité installée a quadruplé de 1951 à 1962 avec la construction sur le rio Lempa du plus puissant complexe hydro-électrique d'Amérique centrale, qui complète bon réseau de voies de communication et un important réservoir de main-d'œuvre grâce à la pression démographique.
Une mécanisation assez développée, des travaux d'irrigation nombreux et l'emploi de techniques agricoles modernes ont permis au Salvador de devenir un important exportateur de coton et surtout de café. Le pays était devenu en 1965 le troisième exportateur de café du continent, immédiatement après le Brésil et la Colombie.